# 청 해군
청 해군 (한국 한자:清 海軍) 또는 청조신무해군(중국어: 清朝新式海軍)은 1871년부터 1912년까지 있었던 청나라의 해군이다. 청나라 해군의 역사는 1678년 수립된 복건수사에서 그 기원을 찾을 수 있다. 청 해군은 이후 삼번의 난에서 정성공을 진압하는데 공을 세웠다. 19세기 중반 영국과의 제2차 아편 전쟁에서 청나라가 패배한 이후, 청나라는 양무 운동을 통해 군사력을 성장시키려고 했고, 1865년 강남조선소를 설립한 이래 청나라는 선박도 최신식으로 개조하려고 했다. 청 해군은 이후 북양함대, 광동수사, 남양수사를 새로 설립하고 복건수사의 함대를 최신 철갑함으로 무장시켰다. 그러나 청 해군은 청불 전쟁에서 프랑스 극동함대에 패배했고, 이후 1894년 벌어진 청일 전쟁에서 일본 제국 해군에 패배했다. 1911년 신해혁명으로 청 해군 역시 붕괴했다. 그러나 청나라의 해군에서 복무했던 다수의 장교들과 참모들은 이후 중화민국 해군에서 복무하게 되었다.